# Glypta hoodiana
Glypta hoodiana là một loài tò vò trong họ Ichneumonidae.